# Calicnemis sardiniensis
Calicnemi sardiniensis (Leo, 1985)  è un coleottero appartenente alla famiglia degli Scarabeidi (sottofamiglia Dynastinae).

## Descrizione

### Adulto
Gli adulti di C. sardiniensis sono del tutto simili a quelli di Calicnemis latreillei, con la differenza che in questa specie anche le femmine presentano l'abbozzo di corno cefalico che in C. latreillei caratterizza solo i maschi. Le sue dimensioni variano tra i 14 e i 18 mm di lunghezza e sul torace presenta una folta peluria.

### Larva
Le larve sono, al pari di quelle degli altri Dynastinae, dei grossi vermi bianchi a forma di "C". Presentano 3 paia di zampe sclerificate e sono del tutto prive di ali.

## Biologia
Gli adulti sono di abitudini crepuscolari, e volano nei primi mesi primaverili. Sono soliti frequentare gli ambienti sabbiosi costieri. Le larve si sviluppano negli accumuli di legno morto lungo le dune.

## Distribuzione
Calicnemis sardiniensis è un endemismo della Sardegna.

## Conservazione
C sardiniensis è considerata una specie in pericolo dalla Lista rossa IUCN..